# Polje

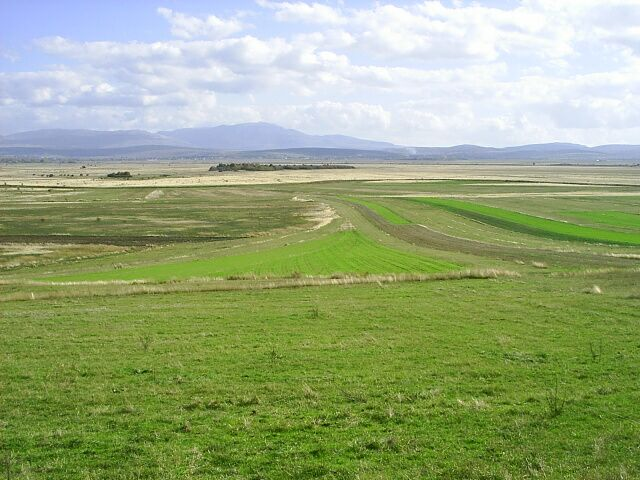
Livanjsko polje w Bośni i Hercegowinie, największe polje na świecie

Polje – duże, kotlinowate zagłębienie o wyrównanym dnie, ograniczonym ze wszystkich stron wyraźnymi zboczami; charakterystyczny element rzeźby krasowej.
Polja zajmują powierzchnię od 2 do 250 km², a ich głębokość wynosi średnio od 100 do 800 m. Polja powstają, gdy zapadnie się grunt nad istniejącymi poniżej pustkami skalnymi (jaskiniami). Dno mają płaskie, wyścielone namułami rzecznymi o bardzo dużej urodzajności. Namuły te są osadem wód zalewających okresowo znaczne powierzchnie polji, co ma miejsce przeważnie po roztopach. Woda dostaje się do polja otworami dostarczającymi wodę (wywierzyskami), a odpływa innymi (chłonącymi wodę) – ponorami. Oprócz polji okresowo nawadnianych znane są polja suche oraz polja stale wypełnione wodą (w przypadku niedrożnych szczelin chłonnych). W Polsce kotliny krasowe typu polji spotykamy w obszarach gipsowych Niecki Nidziańskiej i na Wyżynie Krakowsko-Częstochowskiej. Przykładem polja w Polsce może być Kotlina Kroczyc.